# 卡瓦尼亚斯拉拉斯
卡瓦尼亚斯拉拉斯，是西班牙卡斯蒂利亚-莱昂莱昂省的一个市镇。 总面积19平方公里，总人口1302人（001年），人口密度69人/平方公里。